# 布吕朗日
布吕朗日（法語：Brulange，法語發音：[bʁylɑ̃ʒ]）是法国摩泽尔省的一个市镇，属于福尔巴克-布莱摩泽尔区。

## 地理
布吕朗日（48°58'13"N, 6°32'59"E）面积5.85 平方千米，位于法国大東部大區摩泽尔省，该省份为法国东北部内陆省份，是洛林的一部分，西南接默尔特-摩泽尔省，东临下莱茵省，北与卢森堡和德国接壤。
与布吕朗日接壤的市镇（或旧市镇、城区）包括：阿兰库尔、代斯特里、莱斯、马尔蒂耶、瑞士、蒂库尔、通维尔。

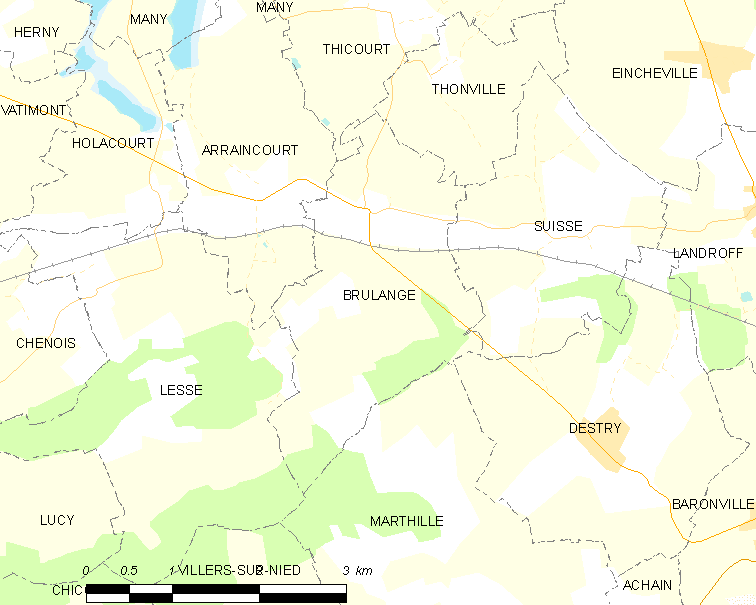
布吕朗日的OSM定位图

布吕朗日的时区为UTC+01:00、UTC+02:00（夏令时）。

## 行政
布吕朗日的邮政编码为57340，INSEE市镇编码为57115。

## 政治
布吕朗日所属的省级选区为萨拉尔布县。

## 人口

1962-2008年间布吕朗日人口变化图示

布吕朗日于2022年1月1日时的人口数量为99人。